# 林正樹 (俳優)
林 正樹（はやし まさき、1977年4月5日 - ） は、日本の俳優。
神奈川県出身
ミステリー専門劇団回路R所属。

## 主な出演

### ラジオ
- FMカオン『アニッくま』マッキー名義でレギュラーパーソナリティー。[4]
- Podcast『そりゃぁ〜、言い方しだいだなぁ？！』作曲家酒井陽一と配信。

### 舞台
- 脚本・演出森本勝海『美女と殺人鬼～DEEP RED INFERNO～』 - 謎の老人探偵役
- 原作江戸川乱歩 脚本・演出森本勝海『悪魔の紋章』『恐怖王』『黒蜥蜴』『黄金仮面』 - 明智小五郎役
- 原作横溝正史 脚本・演出森本勝海『廃園の鬼』『不死蝶』 - 金田一耕助役
- 原作モーリス・ルブラン 翻訳・脚本・演出森本勝海アルセーヌ・ルパンソニア三部作『麗しのエディス』『ランバールの宝冠』『さらば愛しきソニア』- ガニマール警部役
- 脚本・演出森本勝海『あの日見た、生首が三つ四つある塔の場所に、僕たちはまだ辿り着けない』 - 潘任三郎役

### 配信朗読劇
- 原作コナン・ドイル 脚本(翻訳)・演出森本勝海『まだらの紐』『黄色い顔』『青い紅玉』『サンペドロの虎～ウィステリア荘より』 - シャーロック・ホームズ役
- 原作江戸川乱歩 脚本・演出森本勝海『名探偵明智小五郎と暗闇の誘拐魔～黒手組より』 - 明智小五郎役
- 原作三遊亭圓朝 脚本・演出森本勝海『牡丹燈籠』 - 萩原新三郎役
- 原作横溝正史 脚本・演出森本勝海『本陣殺人事件』『扉の影の女』 - 金田一耕助役